# Ibn Shaprut
Shem-Tob ben Isaac Shaprut de Tudela (en hebreo: שם טוב אבן שפרוט‎) (Tudela, mediados del siglo XIV - Tarazona, ¿?) fue un historiador, filósofo, médico y polemista judío español. Frecuentemente se le confunde con el físico Shem-Ṭob ben Isaac de Tortosa, quién vivió mucho antes. También podría ser confundido con otro Ibn Shaprut, Hasday ibn Shaprut, quien tuvo correspondencia con el rey de Jázaros en los años 900.

## Vida
Aún siendo joven se vio obligado a discutir en público sobre el pecado original y la redención con el cardenal Pedro de Luna, posteriormente Benedicto XIII de Aviñón. Esta disputa se realizó en Pamplona, el 26 de diciembre de 1375, en presencia de obispos y teólogos sabios (véase su "Eben Boḥan"; un extracto, titulado "Wikkuaḥ" en manuscrito, que está en la Bibliothèque Nationale, París, No. 831).
Una guerra que asoló Navarra entre los castellanos y los ingleses obligó a Ibn Shaprut y a muchos otros, a dejar el país. Se trasladó a Tarazona, en Aragón, donde practicó su profesión de médico entre judíos y cristianos. Siendo erudito talmúdico mantuvo correspondencia con Sheshet.

## Obras y ediciones

### "La Piedra de Toque"
En Tarazona completó su "Eben Boḥan" (1380 o 1385), una obra polémica contra los judíos apóstatas. El modelo de esta obra, que consta de catorce capítulos o "puertas", y está escrita en forma dialogada, es la polémica "Milḥamot Adonai" de Jacob ben Reuben, falsamente atribuida a David Ḳimḥi. Sin embargo, la obra de Ibn Shaprut, no es una reproducción parcial del "Milḥamot, " como se ha dicho incorrectamente ("Oẓar Neḥmad, " ii. 32); más bien es una extensión o continuación de esta, ya que entra en detalles que, o bien no se mencionan, o se mencionan solo brevemente. En el capítulo catorce, que Ibn Shaprut agregó más tarde, criticó una obra escrita por Alfonso do Valladolid contra Jacob ben Reuben. El capítulo decimotercero contiene un fragmento muy interesante del siglo XIV, que escribió bajo el seudónimo de "Lamas" ("Samael"). La "Eben Boḥan" ha sido preservada en varios manuscritos.
En La Piedra de Toque el fin era ayudar a los judíos en defensa contra la conversión y escritos polémicos, Ibn Shaprut editó o tradujo porciones de los cuatro Evangelios al hebreo, acompañándolos con puntos a observar; en el manuscrito también aparecen respuestas al último escrito de un neófito llamado Jona.

### En Kol
Ibn Shaprut escribió un comentario al primer libro del Canon de medicina de Avicena titulado como "En Kol, " en la música para lo que probablemente hizo uso de la traducción al hebreo de Sulaiman ibn Yaish y la de Ha-Lorqui, que luego criticó severamente.

### El Expositor de Misterios
También escribió un super comentario, titulado "Ẓafnat Pa'aneaḥ, " al comentario de Ibn Ezra en el Pentateuco (véase M. Friedländer en la "Publications of the Society of Hebrew Literature, " serie ii., vol. iv., p.  221, en donde " Shem-Ṭob ben Joseph Shaprut de Toledo" leería "Shem-Ṭob ben Isaac de Tudela").

### El Huerto de Granados
Una obra de Ibn Shaprut ha sido impresa: "Pardes Rimmonim, " ( פרדס רימונים ) El Huerto de Granados con explicaciones del difícil tratado Talmúdico aggadot (Sabbioneta, 1554)

### El Evagelio de Mateo en hebreo de Shem Tob
El Evangelio según Mateo de Shem-Tob no es una traducción aislada, y es casi seguro que no fue escrito únicamente por el mismo Ibn Shaprut, pero se encuentra un comentario completo en hebreo del evangelio según Mateo en La Piedra de Toque (Eben Bohan). Sobre la base de esto es probable que constituya un texto independiente antiguo que ha sido escindido y editado como una edición diferente por George Howard (2a. Ed. 1995), del Evangelio de Mateo en hebreo
En 1879 el orientalista alemán Adolf Herbst publicó otras dos traducciones judías de Mateo, también utilizadas por los italianos y judíos españoles para luchar contra los intentos de conversión, como Des Schemtob ben Schaphrut hebraeische Übersetzung des Evangeliums Matthaei nach den Drucken des S. Münster und J. du Tillet-Mercier neu herausgegeben. (Göttingen, 1879). Sin embargo esos dos manuscritos no tienen conexión directa con Ibn Shaprut. Hay un manuscrito español publicado y editado árduamente por el cartógrafo Sebastian Münster (y ahora perdido) que se relaciona con un manuscrito italiano judío (este sobrevive) comprado por el Obispo Jean du Tillet y publicado por el hebraísta Jean Mercier (1555).